# Fiľakovské Kováče
Fiľakovské Kováče (bis 1927 slowakisch „Kováčovce“; ungarisch Fülekkovácsi) ist eine Gemeinde im Süden der Slowakei mit 918 Einwohnern (Stand 31. Dezember 2024). Sie gehört zum Okres Lučenec, einem Kreis des Banskobystrický kraj.

## Geographie

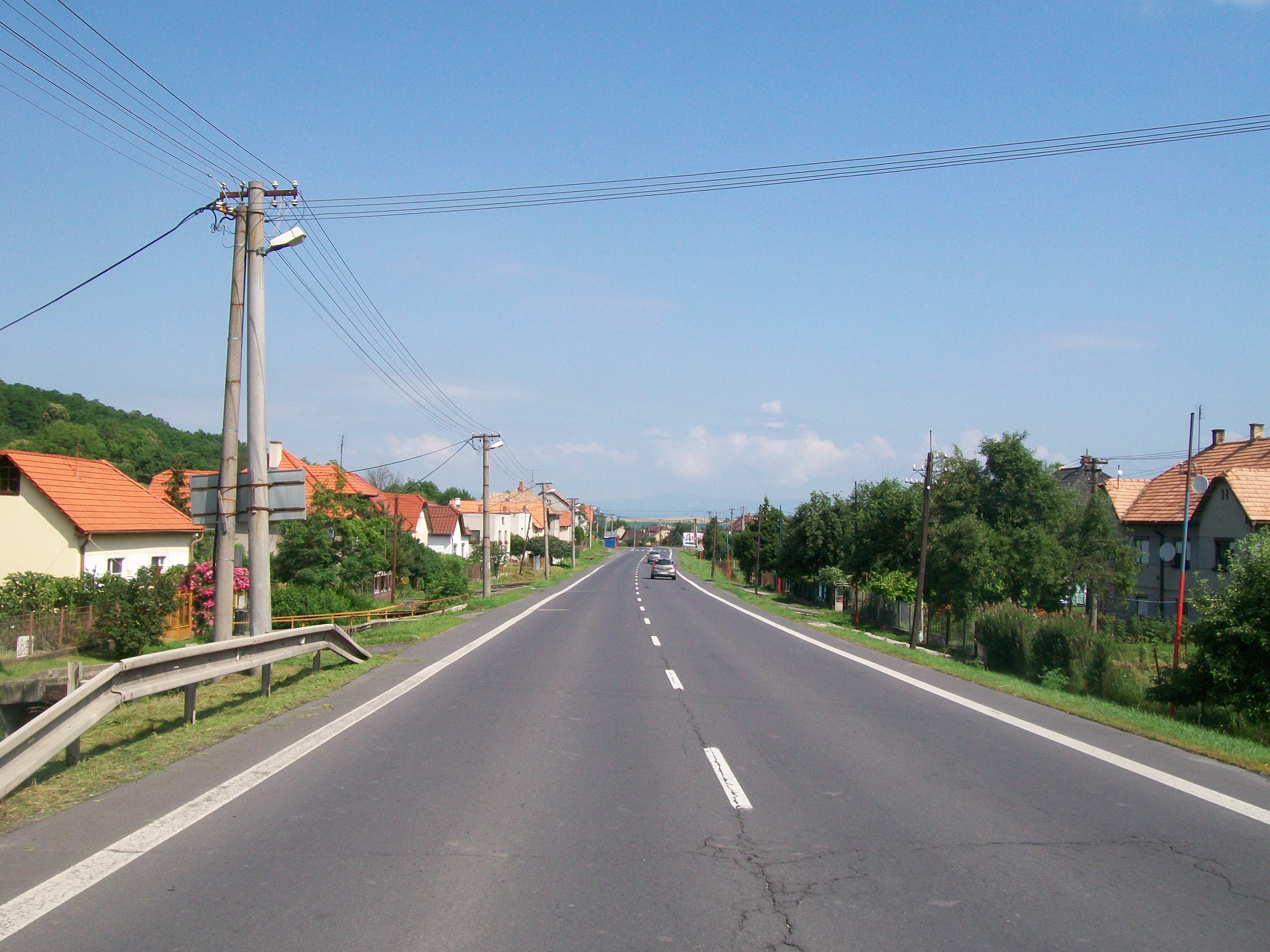
Hauptstraße im Ortsteil Kurtáň

Die Gemeinde befindet sich am Übergang vom Talkessel Lučenská kotlina (Teil der Juhoslovenská kotlina) in das Bergland Cerová vrchovina östlich und südlich des Dorfes. Am Nordrand fließt das Flüsschen Suchá, das beim Ortsteil Fiľakovské Kľačany in den Ipeľ mündet. Das Ortszentrum liegt auf einer Höhe von 185 m n.m. und ist fünf Kilometer von Fiľakovo sowie 11 Kilometer von Lučenec entfernt.
Verwaltungstechnisch gliedert sich die Gemeinde in Gemeindeteile Fiľakovské Kľačany (1941 eingemeindet, ungarisch Fülekkelecsény), Fiľakovské Kováče und Kurtáň.
Nachbargemeinden sind Nitra nad Ipľom im Norden, Prša im Nordosten, Fiľakovo im Osten und Südosten, Ratka im Süden, Trebeľovce im Südwesten und Westen und Holiša im Nordwesten.

## Geschichte

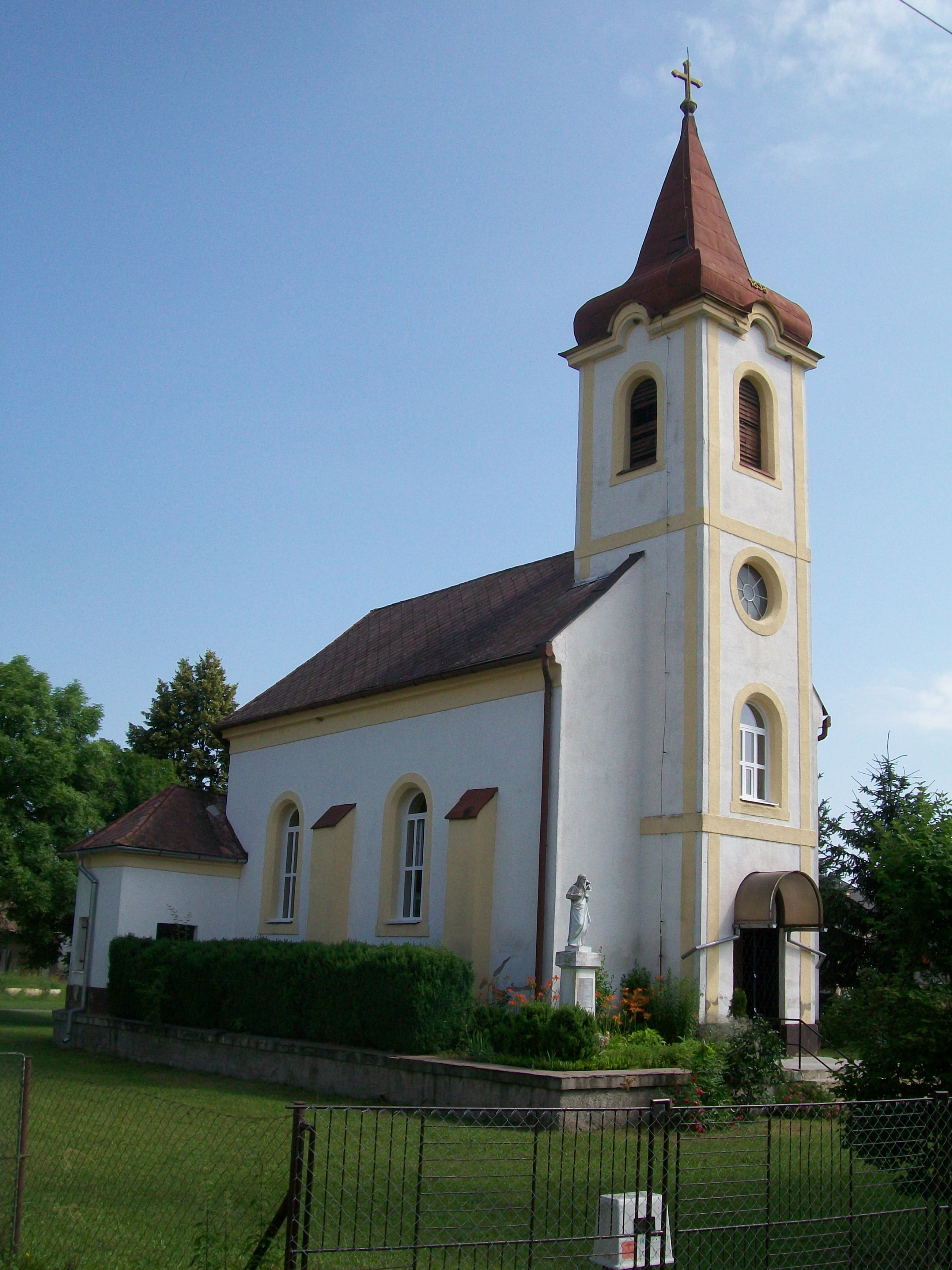
Römisch-katholische Kirche

Der Ort wurde zum ersten Mal 1246 als Cuach schriftlich erwähnt und gehörte zum Herrschaftsgut der Burg Fileck. 1546 wurde das Dorf von den Türken verwüstet, im 17. Jahrhundert abermals bevölkert. 1828 zählte man 37 Häuser und 325 Einwohner, die in Landwirtschaft beschäftigt waren.
Bis 1918 gehörte der im Komitat Neograd liegende Ort zum Königreich Ungarn und kam danach zur Tschechoslowakei beziehungsweise Slowakei. 1938–1944 lag er auf Grund des Ersten Wiener Schiedsspruchs noch einmal in Ungarn.

## Bevölkerung
| Jahr                | 1994 | 2004    | 2014    | 2024    |
| ------------------- | ---- | ------- | ------- | ------- |
| Anzahl der Personen | 880  | 898     | 915     | 918     |
| Unterschied         |      | +2,04 % | +1,89 % | +0,32 % |

| Jahr                | 2023 | 2024    |
| ------------------- | ---- | ------- |
| Anzahl der Personen | 904  | 918     |
| Unterschied         |      | +1,54 % |

Gemäß der Volkszählung 2011 wohnten in Fiľakovské Kováče 908 Einwohner, davon 421 Magyaren, 368 Slowaken, 76 Roma und drei Tschechen. 40 Einwohner machten keine Angabe. 780 Einwohner gehörten zur römisch-katholischen Kirche, 21 Einwohner zur evangelischen Kirche A. B. und jeweils zwei Einwohner zur evangelisch-methodistischen Kirche und zur reformierten Kirche. 47 Einwohner waren konfessionslos und bei 56 Einwohnern wurde die Konfession nicht ermittelt.
Ergebnisse nach der Volkszählung 2001 (898 Einwohner):
| Nach Ethnie: - 55,01 % Magyaren - 38,75 % Slowaken - 5,12 % Roma - 0,22 % Tschechen | Nach Konfession: - 94,32 % römisch-katholisch - 2,56 % evangelisch - 1,34 % konfessionslos - 0,89 % keine Angabe |

## Bauwerke
- römisch-katholische Ladislauskirche aus dem Jahr 1899
- Kapelle im Barockstil aus dem 18. Jahrhundert